# Helodon daisetsense
Helodon daisetsense är en tvåvingeart som först beskrevs av Uemoto, Okazawa och Onishi 1976.  Helodon daisetsense ingår i släktet Helodon och familjen knott. Inga underarter finns listade i Catalogue of Life.